# Czarne Jezioro (gmina Miłakowo)
Czarne Jezioro (niem. Schwarzer See) – jezioro w Polsce, położone w województwie warmińsko-mazurskim, w powiecie ostródzkim, w gminie Miłakowo, na zachód od wsi Pojezierce.
Powierzchnia jeziora wynosi 26,11 ha.